# Jenrry Johel Velásquez Hernández
Jenrry Johel Velásquez Hernández (ur. 23 lipca 1977 w San Antonio la Cuesta) – honduraski duchowny rzymskokatolicki, biskup La Ceiba od 2025.  

## Życiorys

### Prezbiterat
Święcenia kapłańskie otrzymał 7 grudnia 2002, został inkardynowany do diecezji Comayagua. 
Po ukończeniu studiów specjalistycznych  uzyskał tytuł licencjata teologii biblijnej na Papieskim Uniwersytecie Świętego Tomasza z Akwinu Angelicum w Rzymie. Do momentu nominacji biskupiej  pracował w  parafiach diecezjalnych oraz był rektorem seminarium duchownego. 

### Episkopat
12 czerwca 2025 papież Leon XIV mianował go biskupem La Ceiba. Sakry udzielił mu 26 lipca 2025 biskup Comayagua, Ángel Falzón.  